# Liriomyza langei
Liriomyza langei är en tvåvingeart som beskrevs av Frick 1951. Liriomyza langei ingår i släktet Liriomyza och familjen minerarflugor. Inga underarter finns listade i Catalogue of Life.